# Comté de Viru oriental
Le comté de Viru-Est (en estonien : Ida-Viru maakond) est l'un des quinze comtés d'Estonie. Il est situé à l'extrême Est du pays, coincé entre le Golfe de Finlande au nord, le lac Peïpous au sud et la frontière russe à l'est (Oblast de Léningrad). Les comtés estoniens limitrophes sont le comté de Jõgeva au sud-ouest et le comté de Viru-Ouest à l'ouest.

## Description
Avec 166 548 habitants (au 1er janvier 2012) soit 13 % du total du pays, c'est le deuxième plus peuplé pour une superficie de 3 364,05 km2.
La préfecture de ce comté oriental de l'Estonie est Jõhvi.
Cette région est en tous points particulière et radicalement différente du reste du pays. Elle a en effet connu dès avant la Seconde Guerre mondiale une industrialisation basée sur l'exploitation des gisements de schiste bitumineux, qui s'est accentuée à l'époque soviétique, faisant naître des villes minières et marquant à jamais le paysage. Les mines d'uranium de Sillamäe ont également conduit les Soviétiques à y installer un des principaux centres de recherche atomique de l'URSS.
La composition ethnique est tout à fait singulière, fruit en particulier de la politique de "déplacements" de populations de la période stalinienne. La région compte actuellement 71 % de Russes, 6 % d'habitants issus des autres républiques soviétiques et tout juste 20 % d'Estoniens. Les russophones sont loin de tous posséder la nationalité estonienne, et leur statut est un problème récurrent dans la politique intérieure du pays, et ses relations avec son grand voisin oriental. Ils préfèrent souvent conserver la nationalité russe malgré le fait qu'ils vivent en Estonie, parce qu'il est plus aisé pour eux de se déplacer en Russie sans visa.

## Population

### Évolution démographique
| 2018    | 2019    | 2020    | 2021    | 2022    |
| ------- | ------- | ------- | ------- | ------- |
| 138 266 | 136 240 | 134 259 | 131 913 | 132 741 |

| 2023    | - | - | - | - |
| ------- | - | - | - | - |
| 133 358 | - | - | - | - |

### Composition  ethnique
Selon le recensement estonien de 2021, la population d'Ida-Virumaa était de 132 741 habitants. Par origine ethnique, 97 231 (73,25 %) étaient des Russes, 24 490 (18,45 %) des Estoniens, 3 265 (2,46 %) des Ukrainiens, 2 720 (2,05 %) des Biélorusses et 1 065 (0,80 %) des Finnois et Ingriens. Les Estoniens sont prédominants dans les paroisses les plus rurales à l'ouest du pays - Alutaguse (69,47%), Toila (64,27%) et Lüganuse (55,07%)[6]

## Subdivisions administratives

### Depuis 2017
Le comté d'Ida-Virumaa est subdivisé en huit municipalités, dont quatre sont urbaines (linnad) et quatre sont rurales (vallad). Ida-Virumaa comprend 217 villages.
| Rang | Municipalité | Type    | Population (2018) | Superficie km2 | Densité | Carte |
| ---- | ------------ | ------- | ----------------- | -------------- | ------- | ----- |
| 1    | Alutaguse    | Rurale  | 4 929             | 1 465          | 3.4     |       |
| 2    | Jõhvi        | Rurale  | 11 645            | 124            | 93.9    |       |
| 3    | Kohtla-Järve | Urbaine | 35 395            | 39             | 907.6   |       |
| 4    | Lüganuse     | Rurale  | 8 942             | 599            | 14.9    |       |
| 5    | Narva        | Urbaine | 58 610            | 85             | 689.5   |       |
| 6    | Narva-Jõesuu | Urbaine | 4 828             | 411            | 11.7    |       |
| 7    | Sillamäe     | Urbaine | 13 406            | 11             | 1,218.7 |       |
| 8    | Toila        | Rurale  | 4 807             | 266            | 18.1    |       |

### Avant 2017
Jusqu'en 2017 le comté était subdivisé en 22 municipalités, dont six villes :

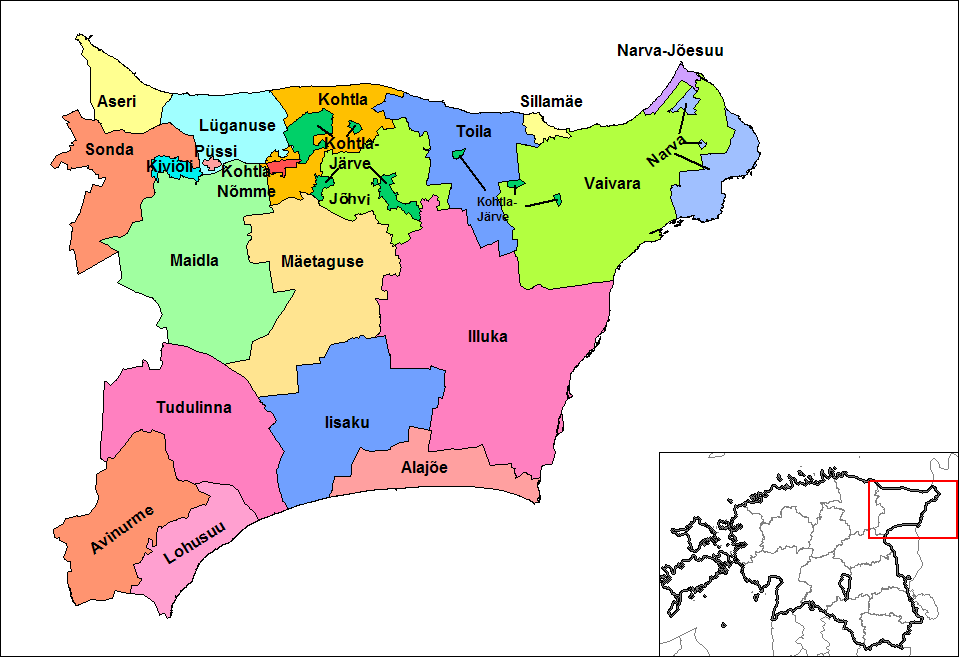
Carte de la région du Viru oriental avec les noms des municipalités

Municipalités urbaines (linn):
- 1 Kiviõli
- 2 Kohtla-Järve
- 3 Narva
- 4 Narva-Jõesuu
- 5 Püssi
- 6 Sillamäe
- 7 Jõhvi

Municipalités rurales (vallad):
- 7 Commune de Alajõe
- 8 Commune de Aseri
- 9 Commune de Avinurme
- 10 Commune de Iisaku
- 11 Commune de Illuka
- 12 Jõhvi (chef-lieu)
- 13 Commune de Kohtla
- 14 Commune de Kohtla-Nõmme
- 15 Commune de Lohusuu
- 16 Lüganuse
- 17 Maidla
- 18 Mäetaguse
- 19 Sonda
- 20 Toila
- 21 Tudulinna
- 22 Vaivara

## Lieux et monuments

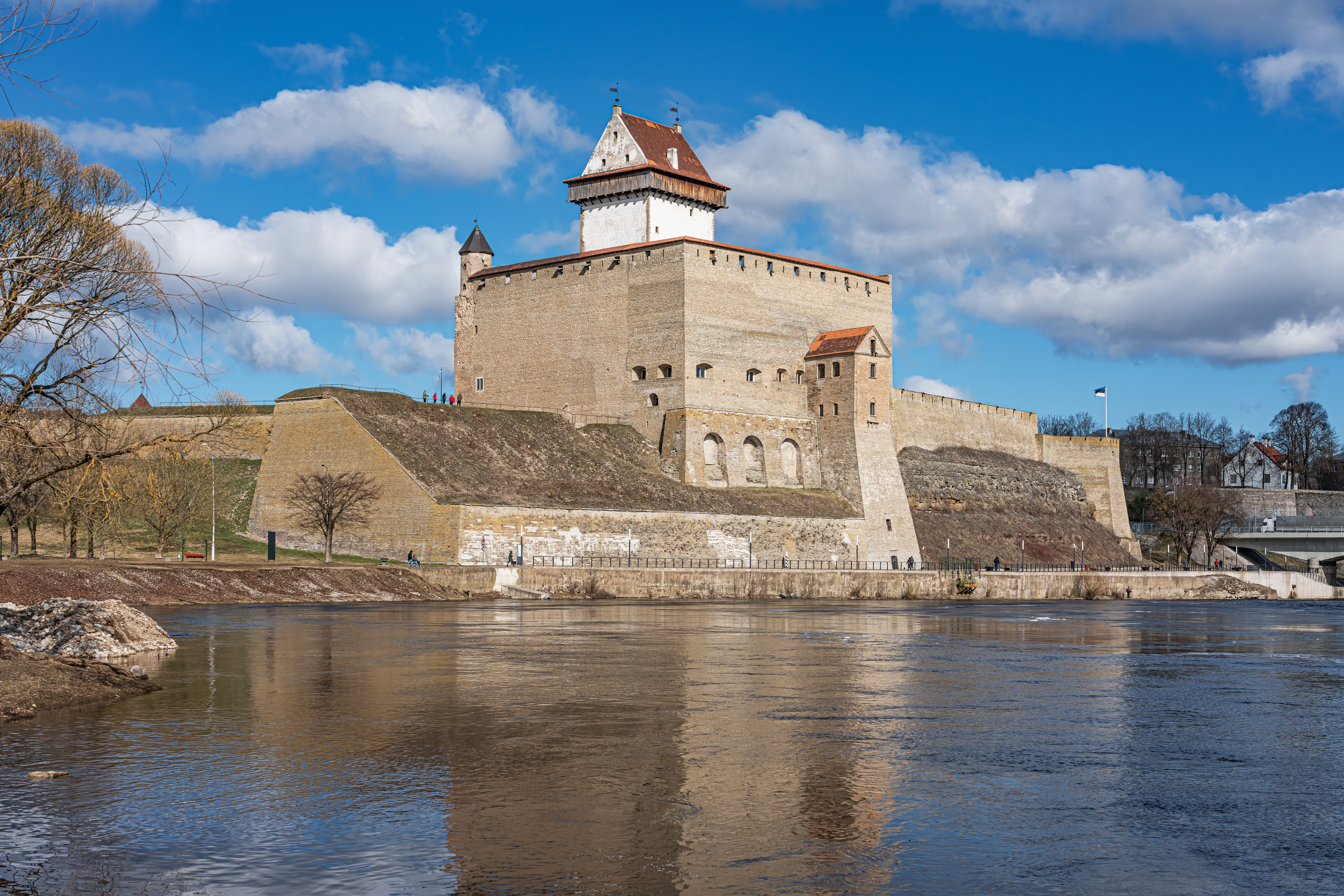
Le château de Narva ou fort d'Hermann) à Narva.

Les sites touristiques les plus importants sont la falaise d'Ontika (haute de 56 mètres), la cascade de Valaste, la réserve naturelle de Kurtna, la falaise de Saka-Ontika-Toila (et) et la Réserve naturelle de Puhatu, le couvent de Kuremäki, le musée des schistes bitumineux de Kohtla-Järve (et), l'église de Jõhvi du XIVe siècle, le manoir de Purtse du XVIe siècle, le fort d'Hermann et la plage de sable de Narva-Joensuu longue de 12 kilomètres. Il existe également des manoirs restaurés avec des parcs dans le comté, comme les manoirs de Ontika (et), Illuka, Maidla, Kukruse et Mäetaguse (et).

## Galerie

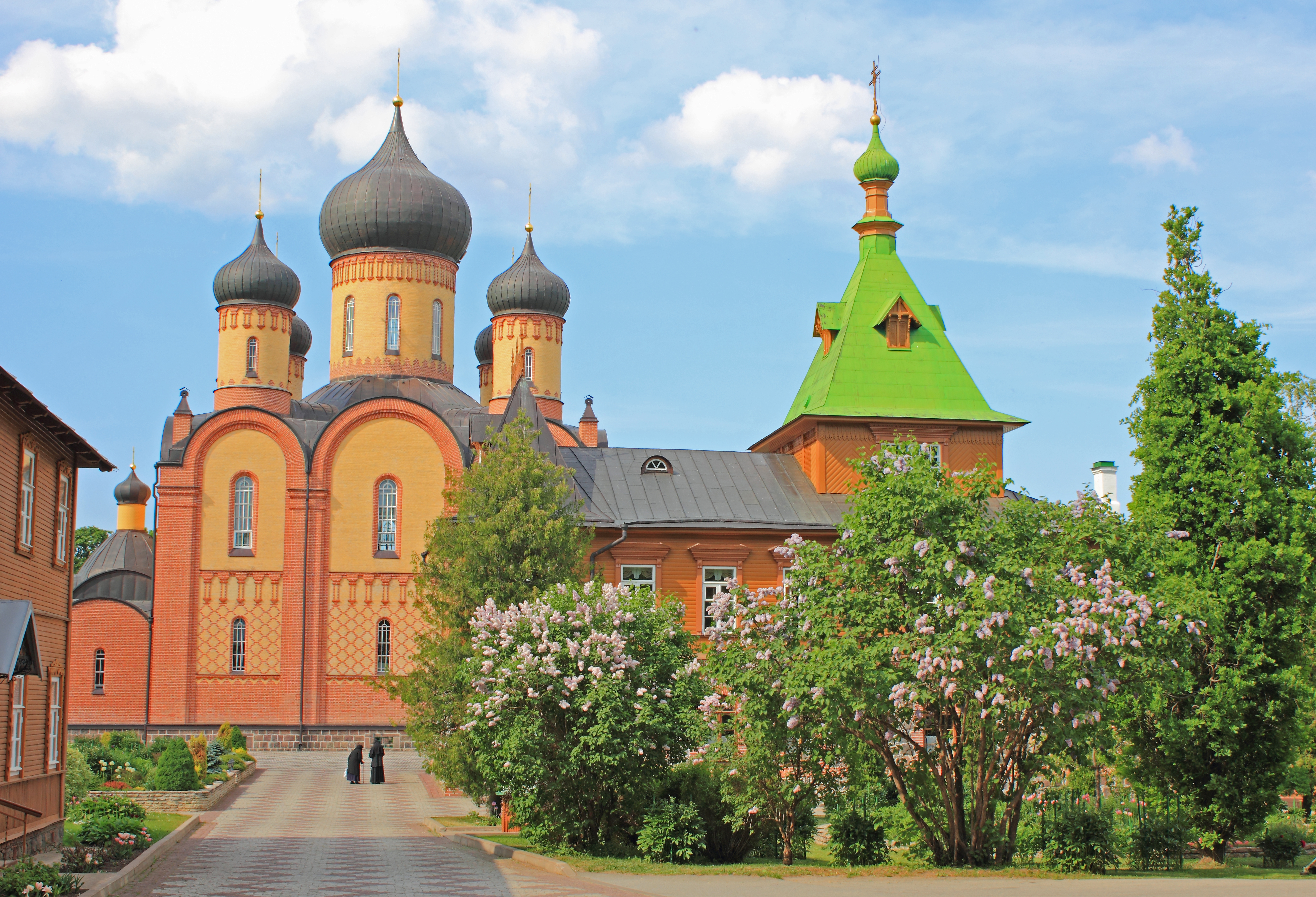
Couvent de Puhtitsa.
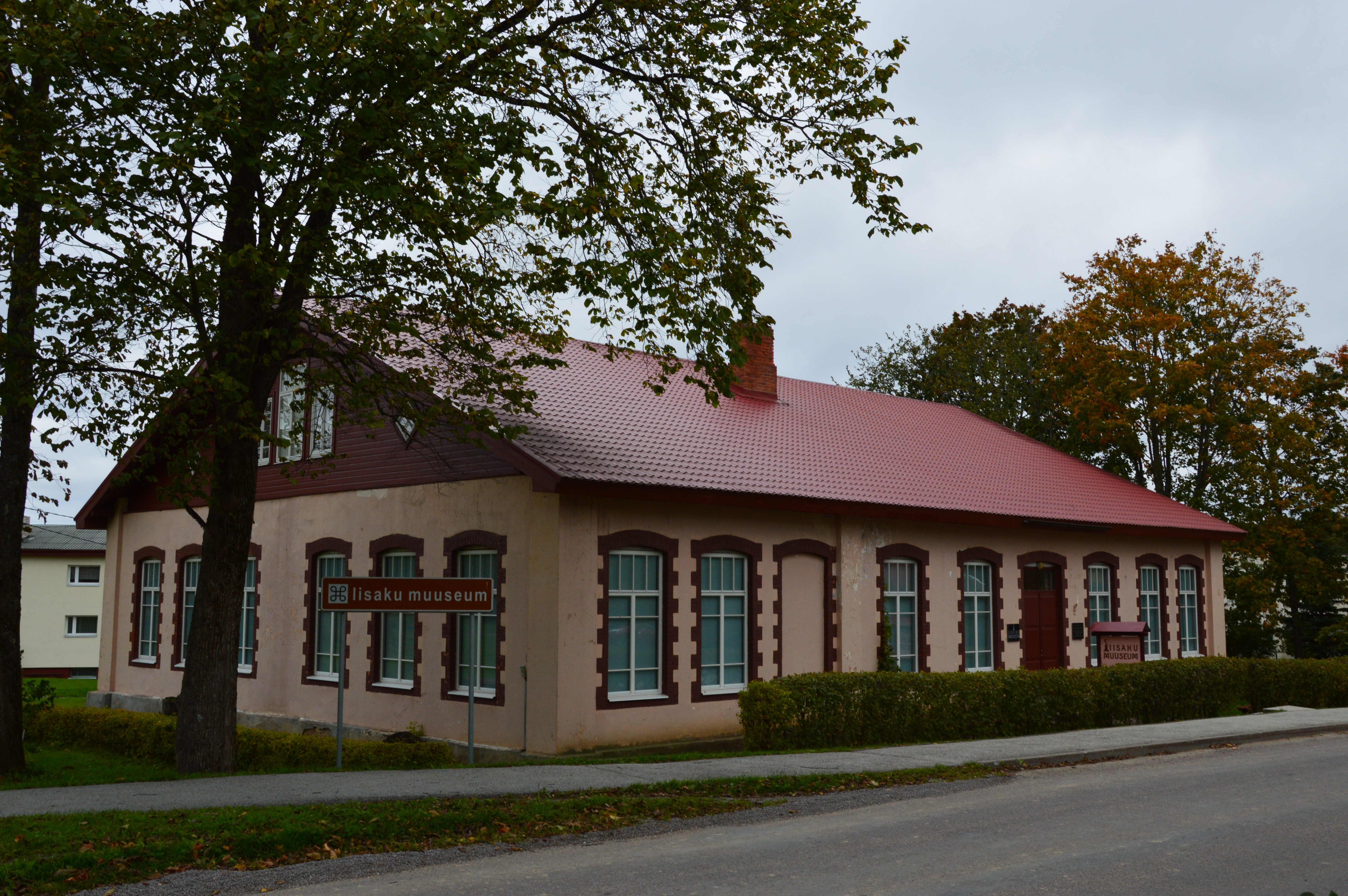
Musée de Iisaku.
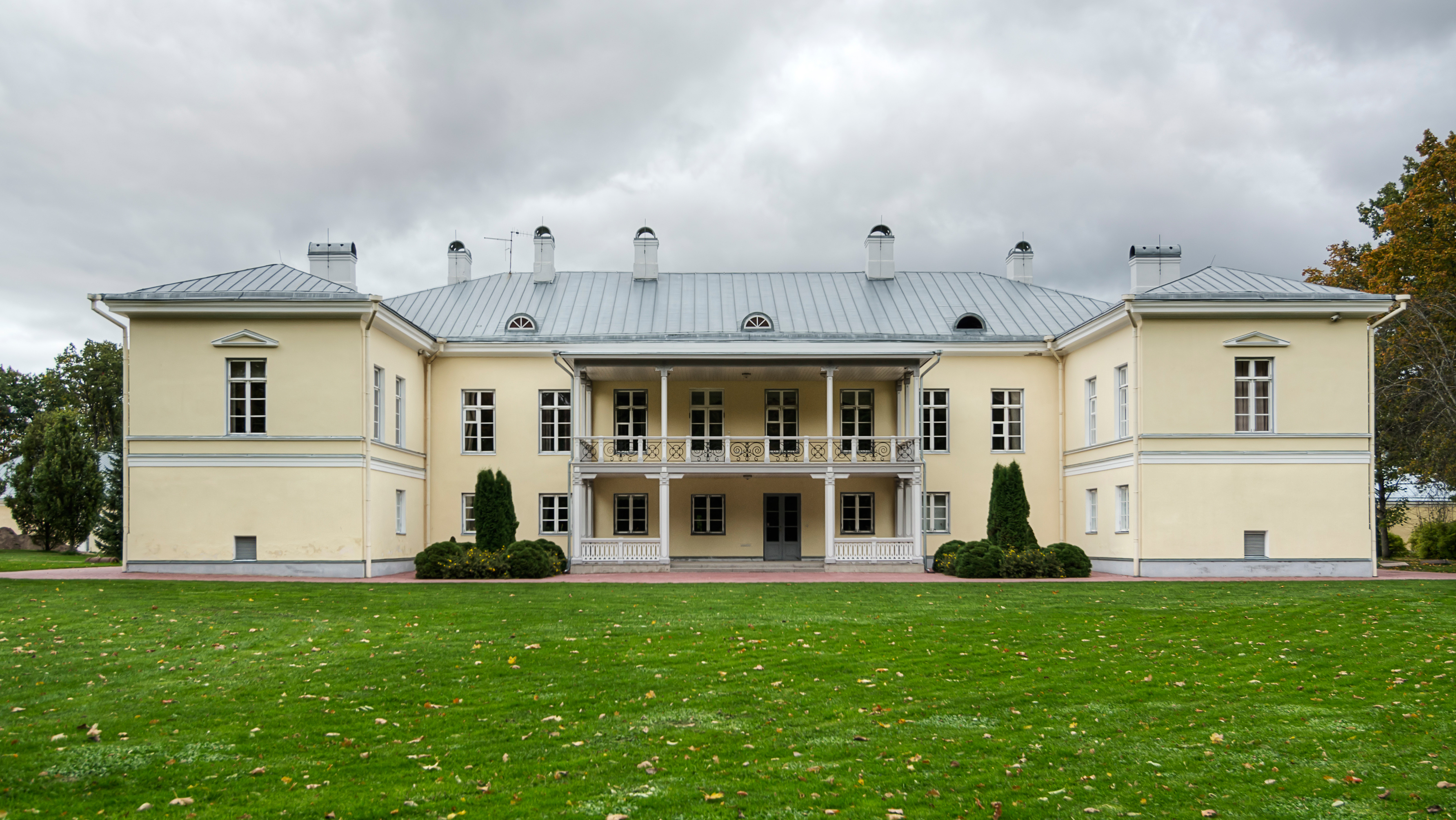
Manoir de Mäetaguse.